# Галатея (гора)
Галатея (англ. Mount Galatea) — найвища вершина хребту Кананаскіс, підхребту Канадських Скелястих гір у провінції Альберта. Вона розташована у верхній долині Спрей-Лейкс (водосховище) системи провінційних парків Кананаскіс-Кантрі. Гора була названа на честь крейсера Військово-морських сил Великої Британії HMS Galatea.

## Геологія
Гора Галатея складається з осадових гірських пород закладені під час періоду Докембрію до Юрського. Утворені в мілководних морях, ці осадові породи були виштовхнуті на схід і перекриті більш молодими породами під час ларамійської сладчастості.

## Клімат
Згідно з класифікацією кліматів Кеппена, гора Галатея розміщена у зоні субарктичного клімату з холодними, сніговими зимами та м'якими літами. Температура води може падати нижче −20 °C з коефіцієнтом холодного вітру нижче −30 °C.

## Галерея

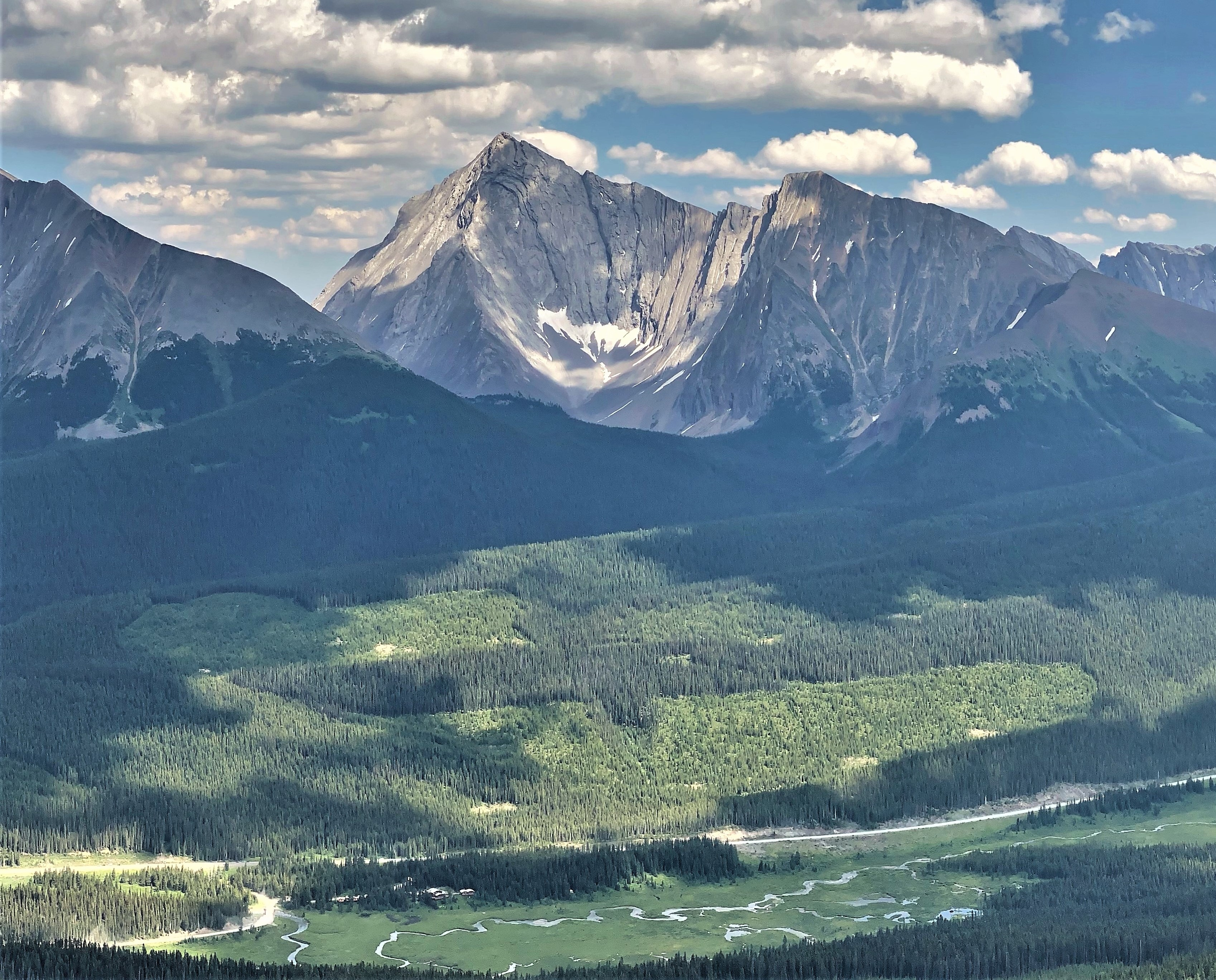
Західна сторона гори Галатея